# Динь-Динь
Динь-Ди́нь, или Динь (англ. Tinker Bell) — фея, из сказки Дж. Барри «Питер Пэн». Динь-Динь является одной из самых известных сказочных фей. При своём первом появлении в мультфильме «Питер Пэн» 1953 года рост феи Динь-Динь составлял 13 см, в серии фильмов о Феях 2008—2014 годов её рост стал ближе к 10 см, если сравнивать с маркой, игральной картой и высотой линеек в альбоме.
21 сентября 2010 года диснеевская Динь-Динь получила звезду на Голливудской «Аллее славы».

## Образ феи Динь-Динь
Динь-Динь описывается автором как фея, которая любит чинить всякого рода медные вещи (чашки, кастрюли и т. д.) из чего, собственно, и происходит её оригинальное имя Tinker Bell. Характер у Динь-Динь подчас бывает мстительный и злобный, но в целом, она — первая подруга и помощница Питера Пэна (вероятно, это результат её романтических чувств к Питеру). Как и все феи, Динь может умереть, если близкие люди перестанут верить в фей.
С точки зрения обычного человека, летящая Динь-Динь выглядит как яркая золотистая точка, вместо человеческого голоса у неё — звон колокольчика, однако автором она изображена в виде юной девушки.
Роль Динь-Динь на экране исполняли: Вирджиния Браун Фэйр (фильм Герберта Бренона «Питер Пэн», 1924), Екатерина Черченко (советский фильм «Питер Пэн», 1987), Джулия Робертс (фильм Стивена Спилберга «Капитан Крюк», 1991) и Людивин Санье (фильм «Питер Пэн», 2003), Роуз Макайвер (сериал «Однажды в сказке», 2013).
В 1953 году вышел мультфильм Уолта Диснея «Питер Пэн». Многие считали, что Дисней писал образ Динь с Мэрилин Монро. Однако сам Дисней потом признавался, что прообразом Динь-Динь была Маргарет Керри, потому что в пору, когда создавался мультфильм «Питер Пэн», Мэрилин Монро ещё практически никто не знал.
Бронзовая статуя Динь-Динь расположена в Лондоне. Автор — скульптор Дайермуд Байрон О’Коннор, который создал её по поручению детского госпиталя Грейт-Ормонд-Стрит, которому Дж. Барри передал права на свои персонажи. Фигурка Динь-Динь была добавлена к более ранней статуе Питера Пэна. Размеры этой статуи 24 сантиметра (размах крыльев) на 18 сантиметров (в высоту). Это самая маленькая статуя-фигурка в Лондоне. Мини-статуя была открыта 29 сентября 2005 года принцессой Софией из графства Уэссекс.
В добавление к первым иллюстрациям Артура Рэкхема запоминающиеся образы феи создали также Брайан Фроуд и Мари Пти.

## Диснеевский образ Динь-Динь
Динь в интерпретации Уолта Диснея одета в платье (до уровня бёдер), сшитое из светло-зелёных листьев, жёлтые трусики и башмачки с помпонами. В таком виде, разбрасывающая пыльцу фей, Динь-Динь стала своего рода логотипом — образом самой компании Уолта Диснея. Кроме того, она постоянно фигурировала в диснеевских мультипликационных сериалах «Мышиный дом» («House of Mouse»), а также в различных видеоиграх.
Позже вышла серия книг-рассказов про Динь-Динь. Автор первых из этих книг — американская сказочница Гейл Карсон Левин. После чего был создан целый ряд «фейских рассказов».
В фейских рассказах у Динь-Динь есть несколько друзей: например, воробьиный человечек по имени Теренс, фея воды Рени́. В официальном продолжении сказки Дж. Барри, Динь-Динь влюбляется в эльфа по имени Летящий Огонёк. После того, как Летящий Огонёк совершает подвиг, они с Динь-Динь женятся.
В нынешнее время изображение Динь-Динь можно отыскать на многочисленных плакатах, часах, дверях спален, шляпках, майках, зонтиках и даже на кольцах, кулонах и ожерельях. Выпускается также ряд товаров для девочек с эмблемой в виде феи Динь-Динь. В отличие от других женских персонажей Диснея, Динь-Динь не принцесса, а фея (но тем не менее она была включена в линию «Принцессы Диснея»).
В большинстве картин Динь-Динь не имеет обычного человеческого голоса. Тем не менее, осенью 2008 года увидел свет полнометражный компьютерный мультфильм, посвящённый этой героине — там она впервые на экране заговорила. После этого в прокат вышли вторая и третья части: «Феи: Потерянное сокровище» и «Феи: Волшебное спасение».
Всего на данный момент вышло 7 мультфильмов про Динь-Динь: «Феи», «Феи: Потерянное сокровище», «Феи: Волшебное спасение», «Феи: Турнир долины фей», «Феи: Тайна зимнего леса», «Феи: Загадка пиратского острова» и «Феи: Легенда о чудовище». В этих фильмах у отважной Динь-Динь множество друзей, большинство из которых не включены в серию «Питер Пэн».

### Диснеевские мультфильмы с Динь-Динь
- Питер Пэн
- Питер Пэн 2: Возвращение в Нетландию
- Феи
- Феи: Потерянное сокровище
- Феи: Волшебное спасение
- Феи: Тайна зимнего леса
- Феи: Спорт и торт
- Феи: Загадка пиратского острова
- Феи: Легенда о чудовище

## Динь-Динь в советском фильме «Питер Пэн»
Вопреки традиции, в фильме Нечаева роль Динь исполняет маленькая девочка (Екатерина Черченко). В отличие от первоисточника, именно Динь-Динь вернула Венди и братьев домой, пока вся команда Питера Пэна спала.

## Динь-Динь в фильме «Капитан Крюк»
В данном фильме роль феи была исполнена Джулией Робертс. Вечером к Питеру прилетает Динь-Динь, и оказывается, что он не кто иной, как повзрослевший Питер Пэн! Но — именно повзрослевший, и потому забывший своё прошлое. Динь убеждает его вернуться в Нетландию, хотя он больше не верит в эту страну и волшебство, и Питер соглашается, понимая, что только так он может спасти детей.
Используя парашютик, сделанный Мэгги под влиянием рисунка Джека, Динь переносит Питера в старый дом. Там его вскоре узнают. Тем не менее, Крюк, не желающий убивать беззащитного, ставит Динь ультиматум: либо она за три дня сделает Питера прежним, либо он убьёт детей.
Вечером Динь увеличивает себя до размеров человека, и признаётся Питеру, что всегда была влюблена в него, но это событие заставляет его вспомнить о Мойре и детях, и он принимает решение атаковать пиратов ради спасения своей семьи. 

## Динь-Динь в телесериале «Однажды в сказке»
Роль феи в сказочном сериале исполнила новозеландская актриса Роуз Макайвер. Появляется в нескольких эпизодах 3 сезона.

## Влияние на реальный мир
- В честь Динь-Динь названо микроскопическое насекомое из группы хальцид длиной менее 0,25 мм — Tinkerbella nana.
- В теории хаоса есть Tinkerbell map[англ.] — название карты взято из-за хаотичного поведения феи.